# Бродіна (комуна)
Бродіна (рум. Brodina) — комуна у повіті Сучава в Румунії. До складу комуни входять такі села (дані про населення за 2002 рік):
- Бродіна (947 осіб)
- Бродіна-де-Жос (416 осіб)
- Дубіушка (66 осіб)
- Ехреште (151 особа)
- Заломестра (137 осіб)
- Кунунскі (95 осіб)
- Нороку (41 особа)
- Палтін (177 осіб)
- Садеу (367 осіб)
- Фалкеу (1264 особи)

Комуна розташована на відстані 386 км на північ від Бухареста, 67 км на північний захід від Сучави.

## Населення
За даними перепису населення 2002 року у комуні проживала 3661 особа.
Національний склад населення комуни:
| Національність | Кількість осіб | Відсоток |
| -------------- | -------------- | -------- |
| румуни         | 3219           | 87,9%    |
| українці       | 418            | 11,4%    |
| німці          | 18             | 0,5%     |
| угорці         | 1              | < 0,1%   |
| євреї          | 1              | < 0,1%   |
| поляки         | 1              | < 0,1%   |
| вірмени        | 1              | < 0,1%   |

Внаслідок румунізації кардинально змінився національний склад комуни в порівнянні з 1930 роком (40% українців, 26,15% німців, 12,2% євреїв, 3,1% поляків і 17,65% румунів).
Рідною мовою назвали:
| Мова       | Кількість осіб | Відсоток |
| ---------- | -------------- | -------- |
| румунська  | 3217           | 87,9%    |
| українська | 427            | 11,7%    |
| німецька   | 14             | 0,4%     |
| російська  | 1              | < 0,1%   |
| польська   | 1              | < 0,1%   |

Склад населення комуни за віросповіданням:
| Релігія            | Кількість осіб | Відсоток |
| ------------------ | -------------- | -------- |
| православні        | 2935           | 80,2%    |
| п'ятдесятники      | 624            | 17,0%    |
| римо-католики      | 44             | 1,2%     |
| греко-католики     | 24             | 0,7%     |
| адвентисти         | 13             | 0,4%     |
| баптисти           | 5              | 0,1%     |
| не релігійні       | 5              | 0,1%     |
| бретрени           | 1              | < 0,1%   |
| юдеї               | 1              | < 0,1%   |
| не вказали релігію | 5              | 0,1%     |